# Баттерскотч
Баттерскотч (англ. butterscotch — букв. «масляный шотландец») — конфеты, основными ингредиентами которых являются коричневый сахар и сливочное масло. Среди других ингредиентов могут быть кукурузный сироп, сливки, ваниль и соль. Самые ранние известные рецепты, зафиксированные в середине XIX века в Йоркшире, Англия, использовали патоку (мелассу) вместо или в дополнение к сахару.
Баттерскотч отличается по своей рецептуре от классических ирисок или тоффи, хотя и имеет определённое сходство с ними. Кондитеры Паркинсоны из Донкастера, которым часто приписывают изобретение баттерскотча, изготовляли их на продажу и упаковывали в фирменные жестяные банки, быстро ставшие одним из символов города. Когда королева Виктория в 1851 году посетила Донкастер, ей преподнесли баночку фирменных баттерскотчей, что способствовало росту их популярности.

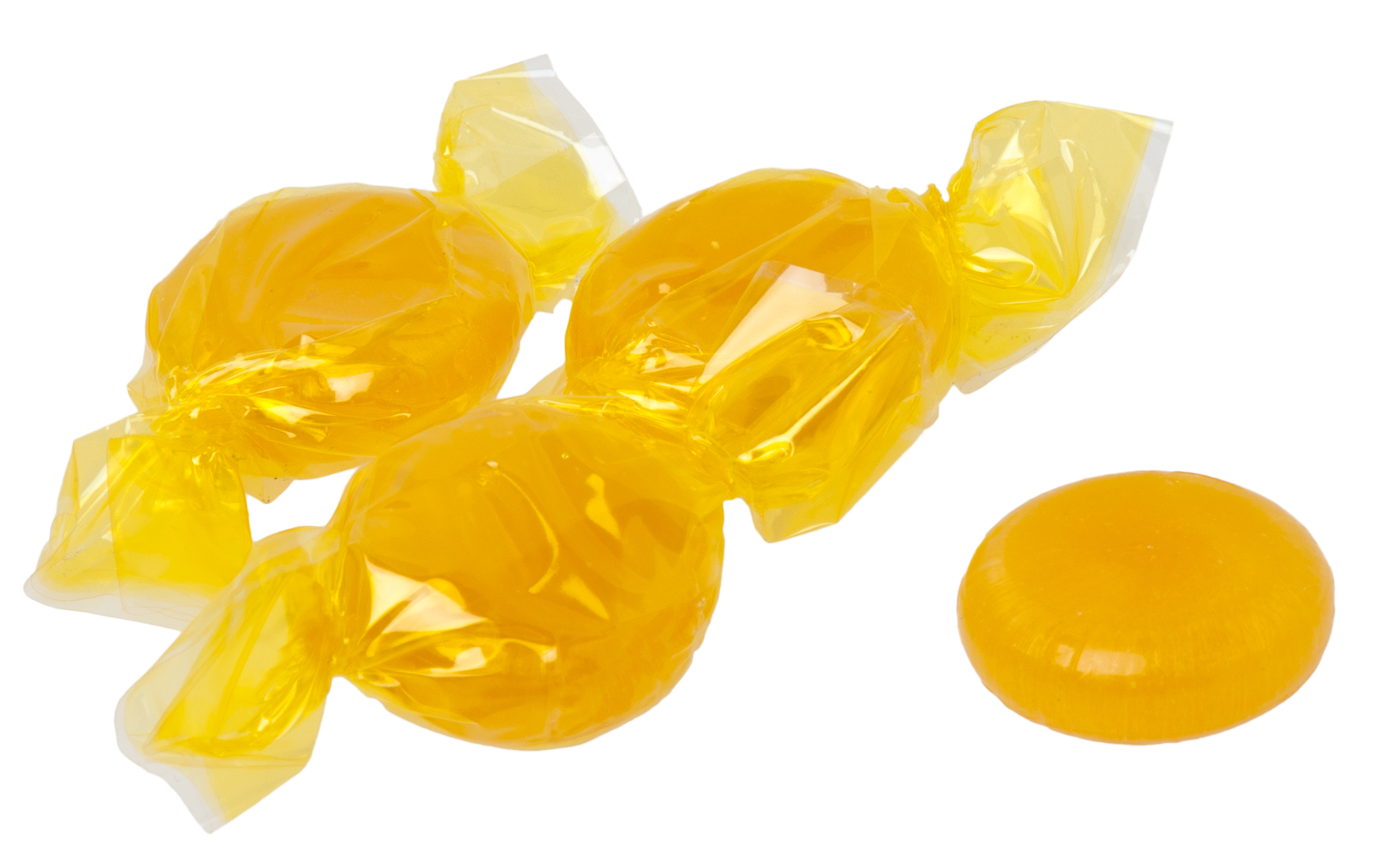
Леденцы баттерскотч

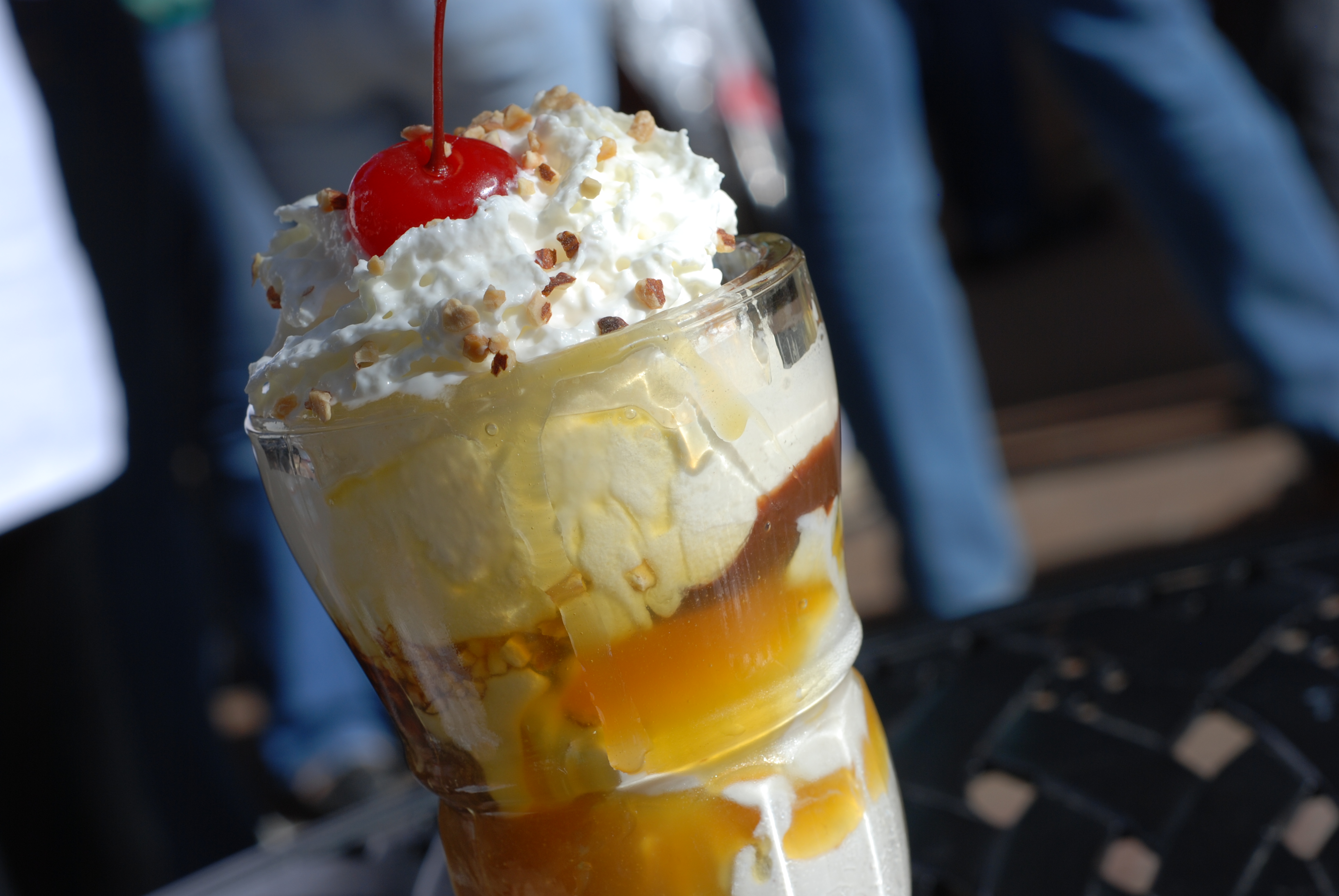
Сандей с баттерскотчем

Соус баттерскотч, приготовленный по сходной технологии, но с разбавлением нагретой массы из сахара и масла большим количеством сливок, используется в качестве ароматизатора или же топинга для простого мороженого или десерта из мороженого сандей. Соус баттерскотч готовится из коричневого сахара, нагретого до температуры 116 °C, смешанного со сливочным маслом и сливками.

## Этимология
Существует несколько теорий относительно названия и происхождения этого кондитерского изделия, но ни одна из них не является общепринятой. Помимо версии о «шотландском» происхождении второй части слова (англ. «Scotch» — шотландский), существует точка зрения, что здесь имеет в виду «scotch» в значении «резать», поскольку перед затвердеванием приготовленный баттерскотч должен быть нарезан на куски.

## История
Ранние упоминания о баттерскотче связывают это кондитерское изделие с городом Донкастером. В номере ливерпульской газеты «The Liverpool Mercury» за 1848 год был дан рецепт «Донкастерских баттерскотчей»: «взять один фунт сливочного масла, один фунт сахара и четверть фунта патоки и сварить вместе» (по 500 г. сливочного масла и сахара и 125 г. патоки).
К 1851 году баттерскотчи уже продавались в Лондоне а также по всему Йоркширу, причём как принадлежавшей Паркинсонам фирмой С. Parkinson & Sons (существующей доныне), так и их конкурентами. Паркинсоны рекламировали своё изделие, как «Королевский Донкастерский Баттерскотч» и как «Королевскую сладость». Баттерскотчи Паркинсонов действительно время от времени и в дальнейшем привлекали внимание королевской семьи и вручались в подарок членам августейшей фамилии. В конце XIX и начале XX века британская сладость стала популярной в США.

## Современное использование
Баттерскотч часто используется в качестве ароматизатора для таких продуктов, как десертный сироп, пудинг, леденцы и печенье. Иногда баттерскотч используется как ароматизатор для ирисок (тоффи), приготовленных обыкновенным способом, которые не могут рассматриваться, как настоящий баттерскотч.
Существует также десертный ликёр со вкусом баттерскотча.